# Lữ Vân Phong
Lữ Vân Phong (giản thể: 吕鋆峰), sinh ngày 6 tháng 11 năm 1995, tại tỉnh Duy Phường, Sơn Đông, Trung Quốc, là một nam diễn viên truyền hình Trung Quốc, đang theo học tại Học viện Thông tin và Truyền thông Chiết Giang, chuyên ngành phát thanh MC nghệ thuật (hiện đã bảo lưu)
Cậu nhận được sự chú ý nhiều qua vai diễn Lăng Quang trong bộ webdrama cổ trang Thích Khách Liệt Truyện.

## Các tác phẩm

### Phim truyền hình
| Năm  | Tên tác phẩm                    | Vai diễn  | Ghi chú |
| ---- | ------------------------------- | --------- | ------- |
| 2015 | Khoảng cách xa xôi (遥远的距离) | Trịnh Hảo |         |
| 2016 | Chung cư nhất ban 4 (终极一班4) | Hề Khê    |         |

### Webdrama
| Năm  | Tên tác phẩm                           | Vai diễn   | Ghi chú                  |
| ---- | -------------------------------------- | ---------- | ------------------------ |
| 2016 | Hiệp sĩ cuối cùng (终极游侠)           | Đại Vỹ     |                          |
| 2016 | Thích khách liệt truyện 1 (刺客列传 1) | Lăng Quang |                          |
| 2017 | Thích khách liệt truyện 2 (刺客列传 2) | Lăng Quang | Phát sóng ngày 15/6/2017 |

### Phim điện ảnh
| Năm  | Tên tác phẩm             | Vai diễn        | Ghi chú                                      |
| ---- | ------------------------ | --------------- | -------------------------------------------- |
| 2016 | Love strategy (擒爱攻略) | Vương Tiểu Kiện | Phát sóng ngày 29/9/2017 tại trang web Iqiyi |
| 2017 | Thứ hồ                   |                 |                                              |

### Tác phẩm âm nhạc
| Năm  | Tên tác phẩm                   | Trình bày             | Nhạc             | Lời           | Ghi chú                                        |
| ---- | ------------------------------ | --------------------- | ---------------- | ------------- | ---------------------------------------------- |
| 2016 | Tựa như chúng ta (就像我们)    |                       | Trịnh Quốc Phong | Lưu Gia Trạch | Phát hành ngày 7/11/2016                       |
| 2017 | Anh hùng (英雄)                | Thích Khách Tiên Sinh | Phan Thành       | Mễ Tiểu Mỗ    | Ca khúc tuyên truyền Thích Khách Liệt Truyện 2 |
| 2017 | Chiến quốc chi biên (战国之边) | Thích Khách Tiên Sinh |                  |               | Thích Khách Liệt Truyện 2 OST                  |